# Billboard Hot 100

Logo hiện tại của Billboard Hot 100

Billboard Hot 100 là bảng xếp hạng chính thống cho các bài hát tại Hoa Kỳ, được phát hành hàng tuần bởi tạp chí Billboard. Bảng xếp hạng dựa trên doanh số bán hàng (vật lý và kỹ thuật số), lượt phát trên radio và lượt phát trực tuyến tại Hoa Kỳ.
Doanh thu trong tuần được tính từ thời điểm thứ hai đến thứ sáu khi Nielsen bắt đầu theo dõi đến doanh số vào năm 1991, nhưng sau đó đã chuyển từ thứ sáu đến thứ năm vào tháng 7 năm 2015. Lượt phát trên radio, không giống như số liệu doanh thu và dữ liệu streaming, nó có sẵn trên cơ sở thời gian thực, được theo dõi theo chu kỳ từ thứ hai đến chủ nhật (trước đó từng là từ thứ tư đến thứ ba). Bảng xếp hạng được thay đổi và chính thức được Billboard phát hành ra công chúng vào thứ ba hằng tuần.
Bài hát quán quân đầu tiên của Billboard Hot 100 là "Poor Little Fool" của Ricky Nelson, vào ngày 4 tháng 8 năm 1958. Theo ấn bản cuối tuần vào ngày 3 tháng 5 năm 2025, Billboard Hot 100 đã có 1.179 các nhạc phẩm quán quân khác nhau.

## Lịch sử

Logo năm 1958

Trước năm 1955, Billboard sử dụng một loại bảng xếp hạng phổ biến có tên là Honor Roll of Hits. Bảng này ra đời vào năm 1945, đánh giá những bài hát phổ biến nhất (không quan trọng người trình bày là ai) dựa trên khảo sát toàn quốc Hoa Kỳ hàng tuần về ấn tượng khán giả trong các buổi biểu diễn, thống kê danh sách số lượng đĩa than bán ra và địa điểm phát nhạc jukebox,... Vào kỉ nguyên của nhạc rock năm 1955, có ba bảng xếp hạng với ba tiêu chí tính điểm khác nhau:
- Best Sellers in Stores là bảng xếp hạng đầu tiên của Billboard ra mắt vào năm 1940. Bảng xếp hạng này xếp hạng những đĩa đơn bán chạy nhất trong các cửa hàng bán lẻ, theo báo cáo từ các chủ cửa hàng được khảo sát khắp cả nước (có 20 đến 50 vị trí).
- Most Played by Jockeys là bảng xếp hạng lượt phát trên các phương tiện truyền thông đầu tiên của Billboard. Bảng này xếp hạng các bài hát được phát nhiều nhất trên các đài phát tại Hoa Kỳ, dựa trên thống kê báo cáo từ các đài phát thanh và nhân viên DJ. (có 20 đến 25 vị trí).
- Most Played in Jukeboxes xếp hạng các bài hát được phát nhiều nhất trên những máy hát Jukebox trên khắp Hoa Kỳ (20 vị trí). Đây là một trong những yếu tố chính để đo lường mức độ phổ biến của bài hát đối với lứa nghe nhạc trẻ tuổi hơn, bởi vì nhiều đài phát thanh phản đối việc thêm nhạc rock and roll vào danh sách phát của họ trong nhiều năm liền.

Mặc dù cả ba bảng xếp hạng chính trên đều có "tỉ trọng" ngang nhau về tầm quan trọng, tạp chí Billboard đã xem xét kĩ bảng xếp hạng Best Sellers in Stores khi tham chiếu hiệu suất của bài hát trước khi sáng lập ra Hot 100. Tuần cuối ngày 12 tháng 11 năm 1955, Billboard lần đầu ra mắt The Top 100. The Top 100 kết hợp tất cả các khía cạnh về hiệu suất của đĩa đơn (doanh số, lượt phát trên phương tiện truyền thông và lượt phát trên jukebox), dựa trên một hệ thống điểm tượng trưng với doanh số (lượng mua) có tỉ trọng cao hơn so với lượt phát sóng radio. Các bảng xếp hạng Best Sellers In Stores, Most Played by Jockeys và Most Played in Jukeboxes vẫn tiếp tục được phát hành song song với bảng xếp hạng Top 100.
Ngày 17 tháng 6 năm 1957, Billboard cho dừng hoạt động bảng xếp hạng Most Played in Jukeboxes, bởi vì mức độ phổ biến của các máy jukebox bị giảm và các đài phát thanh đã ưu ái ngày càng nhiều bản nhạc xu hướng rock vào các danh sách phát. Tuần cuối ngày 28 tháng 7 năm 1958 là tuần cuối cùng công bố bảng xếp hạng Most Played By Jockeys và Top 100, phiên bản nhạc cụ của Perez Prado cho bài hát "Patricia" lội ngược dòng lên vị trí đứng đầu trên cả hai bảng xếp hạng.
Ngày 4 tháng 8 năm 1958, Billboard công bố bảng xếp hạng chung cho tất cả các đĩa đơn thuộc các dòng nhạc khác nhau: Hot 100. Hot 100 nhanh chóng trở thành bảng xếp hạng công nghiệp tiêu chuẩn và Billboard cho dừng hoạt động bảng xếp hạng Best Sellers In Stores vào ngày 13 tháng 10 năm 1958.
Billboard Hot 100 vẫn là bảng xếp hạng tiêu chuẩn khi là thước đo cho độ nổi tiếng của bài hát tại thị trường Hoa Kỳ. Hot 100 xếp hạng dựa trên thị hiếu với khán giả khi phát trên các phương tiện truyền thông được đo bởi Nielsen BDS, dữ liệu doanh thu được tổng hợp bởi Nielsen Soundscan (cả doanh số bán lẻ và kỹ thuật số) và số liệu streaming nhạc do các trang nhạc trực tuyến cung cấp.
Tuy còn nhiều bảng xếp hạng khác cũng góp phần vào Hot 100, nhưng những bảng xếp hạng quan trọng nhất thúc đẩy điểm tính mỗi tuần của bảng Hot 100 gồm:
- Hot 100 Airplay: Là bảng xếp hạng đĩa đơn tại các trạm radio, hay được phát bởi các tay DJ. Hiện nay gồm khoảng 1.000 đài phát (thuộc Billboard), "tổng hợp các thể loại adult contemporary, R&B, hip hop, nhạc đồng quê, rock, gospel, Latin và Christian, từng bài được theo dõi kỹ thuật số 24/7. Bảng xếp hạng dựa theo số lần xuất hiện với thính giả, thị hiếu thính giả. Đơn vị được tính bằng cách đo chính xác tổng thời gian mọi người nghe bài hát đó.
- Hot Singles Sales: Là bảng xếp hạng doanh số đĩa đơn. Bảng xếp hạng này tổng hợp dữ liệu của đĩa đơn từ các cửa hàng bán lẻ, đại lý và doanh số qua internet (thuộc Billboard) và sau đó được Nielsen SoundScan xử lý số liệu và cung cấp thông tin. Bảng xếp hạng được phát hành hàng tuần và đo lường doanh số của các đĩa đơn thương mại thực tế. Với sự sụt giảm doanh số bán đĩa đơn tại Hoa Kỳ, nhiều bài hát trở thành quán quân trên bảng xếp hạng này thậm chí còn không có mặt trên Hot 100.
- Hot Digital Songs: Là bảng xếp hạng doanh thu kỹ thuật số của bài hát. Doanh thu này được tổng hợp bởi Nielsen SoundScan và được tính chung vào doanh số đĩa đơn trong bảng Hot 100.
- Streaming Songs: Là bảng xếp hạng đĩa đơn được phát trên các nền tảng trực tuyến, là sự kết hợp lại giữa Billboard, Nielsen SoundScan và Hiệp hội Thu âm Quốc gia Merchandisers. Bảng này được tính theo số liệu của bài hát trên radio trực tuyến và tổng số lượt stream các bài hát và video âm nhạc trên các dịch vụ âm nhạc trực tuyến hàng đầu.

## Tính điểm
Kể từ ngày 17 tháng 7 năm 2021, tuần theo dõi streaming, radio và doanh thu bắt đầu vào ngày thứ sáu và kết thúc vào thứ năm (trước đây, radio theo dõi từ thứ hai đến chủ nhật). Số liệu của bảng xếp hạng của tuần mới được Billboard tổng hợp, xử lý và phát hành ra công chúng vào ngày thứ ba của tuần sau ngày thứ năm kết thúc theo dõi. Bảng xếp hạng lấy ngày thứ bảy của tuần sau phát hành làm ngày ấn phẩm, được gọi là "week-ending".
Ví dụ:
- Thứ sáu, ngày 17 tháng 9 năm 2021 – tuần tính doanh số, stream và radio bắt đầu.
- Thứ năm, ngày 23 tháng 9 năm 2021 – tuần tính doanh số, stream và radio kết thúc.
- Thứ ba, ngày 28 tháng 9 năm 2021 – bảng xếp hạng được phát hành, và lấy ngày ấn phẩm là thứ bảy, ngày 2 tháng 10 năm 2021 (4 ngày sau).

Việc tính điểm xếp hạng vào Hot 100 phụ thuộc vào chính sách thay đổi từng thời kì mà bài hát đó xếp hạng.

## Chính sách thay đổi
Các phương pháp và chính sách thu thập và biên soạn dữ liệu được thay đổi xuyên suốt quá trình lịch sử của bảng xếp hạng.
Mặc dù sự ra đời bảng xếp hạng các đĩa đơn dẫn đến sự xuất hiện của các chuyên gia theo dõi bảng xếp hạng, lượng người theo dõi, tạo ra ảnh hưởng lớn với nền văn hoá đại chúng và đặt ra vô số các câu hỏi, tuy nhiên, mục đích chính của Hot 100 là giúp nền công nhạc nói chung nhận định được độ nổi tiếng của các "sản phẩm" (đĩa đơn, album,...) và theo dõi xu hướng lượng mua từ công chúng. Billboard đã (nhiều lần) thay đổi các phương pháp và chính sách của mình nhằm phản ánh chính xác nhất những gì phổ biến trong nền âm nhạc. Ví dụ cơ bản nhất cho việc này là tỉ lệ giữa doanh thu và lượt phát trên các phương tiện truyền thông của đĩa đơn. Vào những ngày đầu của Hot 100, đĩa đơn là tiêu thụ hàng đầu của người nghe nhạc bấy giờ. Thời điểm đó, đĩa đơn chủ yếu tập trung vào doanh số bán ra nên tỷ trọng điểm số tính từ lượng đĩa bán ra tại các của hàng mua bán cao hơn so với lượt phát trên radio.
Nhiều thập kỉ trôi qua, ngành công nghiệp thu âm tập trung nhiều hơn vào doanh thu album so với doanh số bán đĩa đơn. Các nhạc sĩ cuối cùng cũng đã cho ra các tác phẩm của mình dưới dạng các album có độ dài đầy đủ thay vì những đĩa đơn, và đến những năm 1990, nhiều công ty thu âm đã ngừng phát hành đĩa đơn (xem phần Album Cuts, bên dưới). Cuối cùng, điểm số từ phần phát sóng của đĩa đơn của bài hát có tỷ trọng cao hơn so với doanh số tiêu thụ được. Billboard đã điều chỉnh tỷ lệ giữa doanh số/phát sóng nhiều lần để phản ánh thật chính xác mức độ phổ biến thực sự của các bài hát.

### Đĩa đơn nhiều side (nhiều mặt)
Billboard cũng đã vài lần thay đổi chính sách Hot 100 về "đĩa đơn nhiều side". Trước Hot 100, bảng xếp hạng "Best Sellers in Stores" xếp các đĩa đơn side A và B chung với nhau, với mặt được phát thường xuyên nhất (dựa trên các bảng xếp hạng khác của nó) được liệt kê vào. Một trong những điều đáng chú ý nhất và khác biệt nhất là đĩa đơn "Don't Be Cruel"/"Hound Dog" của Elvis Presley. Trong thời gian trụ bảng xếp hạng của đĩa đơn Presley, đĩa đơn mua trực tiếp được chuyển đổi qua lại nhiều lần giữa hai side. Nhưng cùng thời điểm, trên các bảng xếp hạng "Most Played in Juke Boxes", "Most Played by Jockeys" và "Top 100", hai bài hát ở hai side khác nhau được xếp riêng biệt y hệt như những bài khác nhau thực thụ. Những ngày đầu của Hot 100 năm 1958, mặt A và B được xếp hạng riêng biệt như trên Top 100 trước đó.
Bắt đầu với bảng xếp hạng Hot 100 cho tuần kết thúc vào ngày 29 tháng 11 năm 1969, luật này đã được thay đổi; nếu cả hai side nhận được sự độ phủ airplay đáng kể, hai bài sẽ hợp nhất lại. Điều này bắt đầu trở thành một điểm tranh luận vào năm 1972, khi hầu hết các hãng thu âm lớn củng cố một xu hướng mà họ đã bắt đầu từ những năm 1960 bằng cách đưa cùng một bài hát vào cả hai mặt của đĩa đơn được cung cấp cho đài phát thanh.

### Bài hát lấy từ album
Trước đây, mặc dù mỗi năm bảng xếp hạng Hot 100 thay đổi nhưng có một luật giữ nguyên suốt nhiều năm qua đó chính là: những bài hát nào không thể được mua dưới dạng đĩa đơn sẽ không đủ điều kiện lọt vào bảng xếp hạng Hot 100. Tuy nhiên, đến ngày 5 tháng 12 năm 1998, Hot 100 đã được thay đổi từ bảng xếp hạng "đĩa đơn" sang bảng xếp hạng "bài hát". Lí do cho việc này là trong khoảng thập kỷ 1990, ngành công nghiệp âm nhạc đã phát triển mạnh mẽ đến mức một bài hát khi được đưa lên radio, có thể sẽ trở thành siêu hit cực kỳ phổ biến của toàn nước Mỹ mà không cần phải phát hành dưới dạng đĩa đơn. Các hãng thu âm xác nhận chính đĩa đơn là nguyên nhân làm cho doanh số bán album bị "chết yểu" trong thời gian dài, do vậy luật đã thay đổi. Trong khoảng thời gian từ sau khi đổi luật, nhiều hãng thu ngay lập tức nổ ra tranh cãi dữ dội, đành phải đồng loạt hoãn phát hành đĩa đơn của các nghệ sĩ, đợi cho đến khi mức độ phủ sóng radio đạt đến đỉnh điểm cao nhất. Chính vì lẽ đó, các bài hát debut ở thứ hạng cao ngày càng nhiều hơn, thậm chí debut ở vị trí số một, cũng như khi tụt hạng sẽ chậm hơn rất nhiều so với ngày trước.
Trong khoảng thời gian trước khi luật này thay đổi, một số "siêu hit" vĩnh viễn không lọt vào bảng xếp hạng Hot 100 do không được phát hành dưới dạng đĩa đơn, nhưng lại phổ biến nhờ độ phủ sóng radio. Điển hình trong bảng Hot 100 Airplay:
- 1995 The Rembrandts: "I'll Be There for You" (quán quân 8 tuần)
- 1996 No Doubt: "Don't Speak" (quán quân 16 tuần)
- 1997 Sugar Ray featuring Super Cat: "Fly" (quán quân 6 tuần)
- 1997 Will Smith: "Men in Black" (quán quân 4 tuần)
- 1997 The Cardigans: "Lovefool" (á quân 8 tuần)
- 1998 Natalie Imbruglia: "Torn" (quán quân 11 tuần)
- 1998 Goo Goo Dolls: "Iris" (quán quân 18 tuần)

Khi tranh cãi nổ ra ngày càng gay gắt, Billboard cuối cùng cũng cho phép nghệ sĩ không phát hành single, đưa bài hát chỉ phủ sóng radio (hoặc bài hát lấy từ album) lên bảng xếp hạng Hot 100.

### Tải nhạc trực tuyến, streaming online và bán vật phẩm kèm
Từ ngày 12 tháng 2 năm 2005, với sự phổ biến của internet, các bài hát được mua và tải xuống kỹ thuật số từ những dịch vụ âm nhạc trực tuyến như iTunes, Musicmatch, và Rhapsody sẽ được tính vào Hot 100. Billboard từ ban đầu tính lượt tải từ 2003 trên bảng xếp hạng Hot Digital Tracks. Tuy nhiên, những bản tải xuống này không được cộng điểm vào Hot 100 và bảng xếp hạng này (trái ngược hoàn toàn so với Hot Digital Songs) lại tính mỗi phiên bản bài hát là thành riêng biệt (bảng xếp hạng này vẫn tồn tại cho đến ngày này cùng với Hot Digital Songs). Đây là sự thay đổi rất lớn kể từ tháng 12 năm 1998.
Hậu quả là bảng xếp hạng bị xáo trộn đáng kể, nhiều bài hát nhờ lượt bán lẻ trực tuyến ngay lập tức nhảy hạng rất mạnh. Trong những năm gần đây, rất nhiều bài hát đã có thể "nhảy cóc" từ 80 cho đến 90 hạng chỉ trong một tuần riêng lẻ nhờ việc phát hành âm nhạc trực tuyến, thậm chí có bài hát có thể lên thẳng top 1 từ thứ hạng cực kỳ thấp. Từ 2006 trở đi, kỉ lục này được phá vỡ lên đến 9 lần.
Từ bảng xếp hạng ngày 11 tháng 8 năm 2007, Billboard hợp tác với phương tiện streaming để tính điểm bảng Hot 100. Hai công ty đầu tiên gửi số liệu streaming cho Nielsen BDS hàng tuần là AOL Music và Yahoo! Music. Vào ngày 24 tháng 3 năm 2012, Billboard cho ra mắt bảng xếp hạng On-Demand Songs, và số liệu từ bảng này được tổng hợp để quy đổi thành điểm đến tính cho Hot 100. Vào tháng 1 năm 2013, Billboard tính điểm trên nhiều nền tảng radio stream và dịch vụ khác như Spotify. Vào tháng 2 năm 2013, số lượt xem MV tại Hoa Kỳ trên YouTube được tính vào Hot 100. "Harlem Shake" là bài hát đầu tiên đạt vị trí quán quân sau khi thay đổi này được thực hiện.
Vào tháng 7 năm 2020, Billboard không cho phép việc bán bundle kĩ thuật số/vật lý được tính thành bán lẻ. Nguyên nhân là bởi vì trước đây, khá nhiều album K-pop và không ít các album của Ariana Grande hay Justin Bieber đã được tiêu thụ bằng hình thức tặng kèm 1:1 (1 bản vật lý tặng kèm 1 bản digital), số điểm quy đổi được tính cho cả bản vật lý lẫn bản digital cho doanh số tuần đầu, thậm chí ngay cả khi album chưa được ship đến tay khán giả. Giờ đây, chỉ khi album ấy đã được ship đến khán giả thì mới được tính, và theo luật mới của Billboard, chỉ bản vật lý là được quy đổi, bản digital thì không.

### Các bản remix
Ở giai đoạn đầu thế kỉ 21, một xu hướng phát hành âm nhạc mới diễn ra đó chính là ghi nhận một bài hát mới dưới dạng "remix". Tức là lấy remix là những bài hát có kết cấu hoặc nội dung phần lời khác bài gốc, phát hành dưới dạng một bài hát riêng biệt. Dựa trên luật xếp hạng, điểm tính từ việc bán hàng, stream, radio các bản gốc, bản album, radio edit, hay EDM remix,... đều được gộp chung, tính lại chung duy nhất một bài hát để xếp hạng trên Hot 100. Nhiều chỉ trích bắt đầu nổ ra khi có nhiều người nghệ sĩ lợi dụng remix để thu hút sự phổ biến của bài hát trở lại, khi bản thu âm gốc không còn phổ biến như một khoảng thời gian trước đó. Ví dụ trong tình huống này là bài hát "I'm Real" của Jennifer Lopez. Ban đầu, bài hát này gia nhập bảng xếp hạng Hot 100 dưới dạng phiên bản album, nhưng một bản "remix" được phát hành ở giữa giai đoạn trụ hạng và lần này có sự góp giọng của rapper Ja Rule. Thành thử ra, phiên bản mới của ca khúc này lại nổi tiếng nhiều hơn phiên bản album, và bài hát đó ngay lập tức tiến lên vị trí quán quân.
Để giải quyết vấn đề này, Billboard hiện nay tính riêng điểm giữa bản gốc và bản remix lại, nếu bản remix được cho là một "bài hát mới". Nhờ luật này, một số bài hát quay trở lại bảng xếp hạng ở hai phiên bản khác nhau, thường được gắn là "Phần 1" và "Phần 2". Tuy nhiên, nếu như bản remix thực chất là bản mở rộng cho bài hát gốc dưới dạng đĩa đơn, luật vẫn áp dụng như cũ là tính gộp lại và bổ sung điểm tăng hạng cho bài hát gốc.

### Luật làm mới bảng xếp hạng (Recurrent)
Nhằm mục đích giữ cho bảng xếp hạng Billboard luôn luôn trở thành một sân chơi dành cho "ma mới", góp phần vào việc phát triển sự nghiệp của nhiều nghệ sĩ khác nhau, từ năm 1991 trở đi, Billboard có quy tắc loại bỏ những bài hát đã vượt đủ số tuần và không đủ hạng nhất định để tiếp tục nằm trên Hot 100. Tiêu chí này được chỉnh sửa gần đây nhất là vào năm 2015. Một bài hát sẽ vĩnh viễn rơi vào "trạng thái recurrent" nếu như bài hát này đã ở trên bảng xếp hạng đủ 20 tuần và rớt hạng xuống dưới 50. Bên cạnh đó, những bài hát trụ đủ 52 tuần (gần 1 năm) mà rớt hạng xuống dưới 25 sẽ bị loại bỏ khỏi Hot 100. Tuy nhiên vẫn có ngoại lệ cho những bài hát được phát hành lại dưới dạng phiên bản khác, cũng như đột ngột tái phổ biến trở lại trong suốt một thời kì dài, và quyết định được trở lại Hot 100 hay không phụ thuộc vào thảo luận của quản lí và nhân viên bảng xếp hạng Billboard. Những bài hát dịp lễ giáng sinh thường quay lại vào Hot 100 mỗi tháng 12 kể từ khi luật recurrent nới lỏng vào năm 2012. Nổi bật nhất là bài hát giáng sinh của Mariah Carey năm 1994, "All I Want for Christmas is You" đạt được vị trí số 1 lần đầu vào tháng 12 năm 2019.